# 2022-es labdarúgó-világbajnokság-selejtező (AFC – 2. forduló)
A 2022-es labdarúgó-világbajnokság ázsiai selejtezőjének 2. fordulójának mérkőzéseit 2019-től 2021-ig játszották. A forduló a 2023-as Ázsia-kupa selejtezője is egyben.

## Formátum
Összesen 40 csapat vett részt (az 1–34. helyen rangsoroltak és az első forduló 6 továbbjutója). A csapatokat 8 darab ötcsapatos csoportba sorsolták, ahol körmérkőzéses oda-visszavágós rendszerben mérkőztek meg egymással.
A nyolc csoportgyőztes és a négy legjobb második helyezett továbbjutott a harmadik fordulóba és kijutott a 2023-as Ázsia-kupára. Mivel a vb rendezője, Katar is csoportgyőztes volt, így az ötödik legjobb második helyezett is továbbjutott a harmadik fordulóba.

## Kiemelés
A kiemelést a 2019. júniusi FIFA-világranglista alapján alakították ki, a helyezések az alábbi táblázatban zárójelben olvashatók.
A 2. forduló sorsolását 2019. július 17-én, helyi idő szerint 17 órától (UTC+8) tartották Kuala Lumpurban.
- T: Az 1. fordulóból továbbjutott csapat.

| 1. kalap | 2. kalap | 3. kalap |
| --- | --- | --- |
| 1. Irán (20.) 2. Japán (28.) 3. Dél-Korea (37.) 4. Ausztrália (43.) 5. Katar (55.) 6. Egyesült Arab Emírségek (67.) 7. Szaúd-Arábia (69.) 8. Kína (73.)              | 1. Irak (77.) 2. Üzbegisztán (82.) 3. Szíria (85.) 4. Omán (86.) 5. Libanon (86.) 6. Kirgizisztán (95.) 7. Vietnám (96.) 8. Jordánia (98.)                                | 1. Palesztina (100.) 2. India (101.) 3. Bahrein (110.) 4. Thaiföld (116.) 5. Tádzsikisztán (120.) 6. Észak-Korea (122.) 7. Tajvan (125.) 8. Fülöp-szigetek (126.) |
| 4. kalap | 5. kalap | |
| 1. Türkmenisztán (135.) 2. Mianmar (138.) 3. Hongkong (141.) 4. Jemen (144.) 5. Afganisztán (149.) 6. Maldív-szigetek (151.) 7. Kuvait (156.) 8. Malajzia (159.) (T) | 1. Indonézia (160.) 2. Szingapúr (162.) 3. Nepál (165.) 4. Kambodzsa (169.) (T) 5. Banglades (183.) (T) 6. Mongólia (187.) (T) 7. Guam (190.) (T) 8. Srí Lanka (201.) (T) | |

## Naptár
A mérkőzéseket az alábbi napokon játszották.
2020. március 5-én a FIFA bejelentette, hogy a Covid19-pandémia miatt lehetséges, hogy a játéknapokat átütemzi. Később, március 9-én a FIFA és az AFC bejelentette, hogy a 7–10. játéknapokat elhalasztja. Június 5-én az AFC megerősítette, hogy a 7–8. játéknapokat október 8-án és 13-án játsszák le, míg a 9–10. játéknapok új időpontja november 12-e és 17-e. Augusztus 12-én a FIFA azonban tovább halasztotta a mérkőzéseket 2021-re. 2020. november 11-én az AFC versenybizottságának harmadik ülésén megállapodtak abban, hogy a második forduló összes hátralévő mérkőzést be kell fejezni 2021. június 15-éig. Ugyanezen a napon azonban a FIFA a bangladesi és katari szövetséggel együtt jóváhagyta az eredetileg 2020-ra tervezett Katar–Banglades mérkőzést, amelyet december 4-én lejátszottak. 2021. február 19-én a FIFA és az AFC júniusra halasztotta a hátralévő mérkőzéseket.
| Játéknap     | Dátum                                                 | Mérkőzések |
| ------------ | ----------------------------------------------------- | ---------- |
| 1. játéknap  | 2019. szeptember 5.                                   | 3–2, 5–4   |
| 2. játéknap  | 2019. szeptember 10.                                  | 4–1, 5–3   |
| 3. játéknap  | 2019. október 10.                                     | 1–5, 2–4   |
| 4. játéknap  | 2019. október 15.                                     | 5–2, 3–1   |
| 5. játéknap  | 2019. november 14.                                    | 4–3, 2–1   |
| 6. játéknap  | 2019. november 19.                                    | 2–3, 4–5   |
| 7. játéknap  | 2021. március 25., május 28., június 3.               | 1–4, 3–5   |
| 8. játéknap  | 2020. december 4., 2021. március 30., június 7. és 9. | 5–1, 4–2   |
| 9. játéknap  | 2021. március 30., május 30., június 11.              | 2–5, 1–3   |
| 10. játéknap | 2021. június 13. és 15.                               | 3–4, 1–2   |

| Játéknap     | Dátum                                                      |
| ------------ | ---------------------------------------------------------- |
| 7. játéknap  | 2020. március 26., később október 8.                       |
| 8. játéknap  | 2020. március 31., később október 13.                      |
| 9. játéknap  | 2020. június 4., később november 12., majd 2021. június 7. |
| 10. játéknap | 2020. június 9., később november 17.                       |

### Központosított helyszínek
2021. március 12-én az AFC megerősítette, a hátralévő mérkőzéseket hol játsszák le 2021. május 31. és június 15. között.
- A csoport: Egyesült Arab Emírségek (Kína otthon fogadta Guamot május 28-án.)
- B csoport: Kuvait
- C csoport: Bahrein
- D csoport: Szaúd-Arábia
- E csoport: Katar
- F csoport: Japán
- G csoport: Egyesült Arab Emírségek
- H csoport: Dél-Korea

Általánosságban a kiemelt csapat volt a rendező (1. kalap). A kivételek: A csoport (ahol az Egyesült Arab Emírségek rendezett, mert Kínában a járványügyi korlátozások miatt nem lehetett), a B csoport (ahol Kuvait rendezett Ausztrália helyett) és a C csoport (ahol Bahrein rendezett Irán helyett).

## Csoportok

### A csoport
| Hely. | Csapat          | M | Gy | D | V | G+ | G– | Gk  | P  | Továbbjutás                                              |  | Szíria | Kína | Fülöp-szigetek | Maldív-szigetek | Guam |
| ----- | --------------- | - | -- | - | - | -- | -- | --- | -- | -------------------------------------------------------- |  | ------ | ---- | -------------- | --------------- | ---- |
| 1.    | Szíria          | 8 | 7  | 0 | 1 | 22 | 7  | +15 | 21 | Továbbjutott a 3. fordulóba és kijutott az Ázsia-kupára  |  | —      | 2–1  | 1–0            | 2–1             | 4–0  |
| 2.    | Kína            | 8 | 6  | 1 | 1 | 30 | 3  | +27 | 19 | Továbbjutott a 3. fordulóba                              |  | 3–1    | —    | 2–0            | 5–0             | 7–0  |
| 3.    | Fülöp-szigetek  | 8 | 3  | 2 | 3 | 12 | 11 | +1  | 11 | Továbbjutott az Ázsia-kupa selejtezőjének 3. fordulójába |  | 2–5    | 0–0  | —              | 1–1             | 3–0  |
| 4.    | Maldív-szigetek | 8 | 2  | 1 | 5 | 7  | 20 | −13 | 7  | Továbbjutott az Ázsia-kupa selejtezőjének 3. fordulójába |  | 0–4    | 0–5  | 1–2            | —               | 3–1  |
| 5.    | Guam            | 8 | 0  | 0 | 8 | 2  | 32 | −30 | 0  | Továbbjutott az Ázsia-kupa selejtezőjének rájátszásába   |  | 0–3    | 0–7  | 1–4            | 0–1             | —    |

1. ↑  Kína rendezőként a 2023-as Ázsia-kupa résztvevője

| 2019. szeptember 5. 15:30 (UTC+10) |

| Guam | 0–1               | Maldív-szigetek |
| ---- | ----------------- | --------------- |
|      | (0–1) Jegyzőkönyv | Mahudhee 27'    |

| Guam F.A. National Training Center, Dededo Nézőszám: 714 Játékvezető: Yaqoub Al-Hammadi (Egyesült Arab Emírségekbeli) |

| 2019. szeptember 5. 19:30 (UTC+8) |

| Fülöp-szigetek        | 2–5               | Szíria                                                             |
| --------------------- | ----------------- | ------------------------------------------------------------------ |
| Patiño 6' Mi. Ott 83' | (1–2) Jegyzőkönyv | Al Somah 14' 55' Mobayed 30' Al-Khatib 48' (11-esből) Al-Mawas 85' |

| Panaad Stadium, Bacolod Nézőszám: 2645 Játékvezető: Iida Jumpei (japán) |

| 2019. szeptember 10. 15:30 (UTC+10) |

| Guam                 | 1–4               | Fülöp-szigetek                                 |
| -------------------- | ----------------- | ---------------------------------------------- |
| Lopez 67' (11-esből) | (0–2) Jegyzőkönyv | Guirado 7' Reichelt 12' Schröck 71' Strauß 81' |

| Guam F.A. National Training Center, Dededo Nézőszám: 1096 Játékvezető: Kim Woo-sung (dél-koreai) |

| 2019. szeptember 10. 20:00 (UTC+5) |

| Maldív-szigetek | 0–5               | Kína                                                                     |
| --------------- | ----------------- | ------------------------------------------------------------------------ |
|                 | (0–2) Jegyzőkönyv | Wu Xi 34' Wu Lei 45' Yang Xu 64' (11-esből) Elkeson 83' (11-esből) 90+1' |

| National Football Stadium, Malé Nézőszám: 3700 Játékvezető: Turki Al-Khudhayr (szaúd-arábiai) |

| 2019. október 10. 20:00 (UTC+8) |

| Kína                                                      | 7–0               | Guam |
| --------------------------------------------------------- | ----------------- | ---- |
| Yang Xu 6' 19' 24' 31' Wu Lei 17' Wu Xi 45+1' Elkeson 75' | (6–0) Jegyzőkönyv |      |

| Tianhe Stadium, Kanton Nézőszám: 39 987 Játékvezető: Ali Reda (libanoni) |

| 2019. október 10. 18:00 (UTC+4) |

| Szíria           | 2–1               | Maldív-szigetek |
| ---------------- | ----------------- | --------------- |
| Al Somah 26' 60' | (1–0) Jegyzőkönyv | Ashfaq 70'      |

| Rashid Stadium, Dubaj (Egyesült Arab Emírségek) Nézőszám: 5500 Játékvezető: Nazmi Nasaruddin (maláj) |

| 2019. október 15. 20:00 (UTC+8) |

| Fülöp-szigetek | 0–0         | Kína |
| -------------- | ----------- | ---- |
|                | Jegyzőkönyv |      |

| Panaad Stadium, Bacolod Nézőszám: 2982 Játékvezető: Aziz Asimov (üzbegisztáni) |

| 2019. október 15. 18:00 (UTC+4) |

| Szíria                             | 4–0               | Guam |
| ---------------------------------- | ----------------- | ---- |
| Al Somah 3' 44' 83' Al-Mawas 90+3' | (2–0) Jegyzőkönyv |      |

| Maktoum bin Rashid Al Maktoum Stadium, Dubaj (Egyesült Arab Emírségek) Nézőszám: 2050 Játékvezető: Dmitriy Mashentsev (kirgiz) |

| 2019. november 14. 16:00 (UTC+5) |

| Maldív-szigetek | 1–2               | Fülöp-szigetek        |
| --------------- | ----------------- | --------------------- |
| N. Hassan 90+3' | (0–0) Jegyzőkönyv | Ramsay 52' Strauß 68' |

| National Football Stadium, Malé Nézőszám: 2700 Játékvezető: Ahmed Al-Ali (jordán) |

| 2019. november 14. 18:00 (UTC+4) |

| Szíria                              | 2–1               | Kína       |
| ----------------------------------- | ----------------- | ---------- |
| Omari 19' Zhang Linpeng 76' (öngól) | (1–1) Jegyzőkönyv | Wu Lei 30' |

| Maktoum bin Rashid Al Maktoum Stadium, Dubaj (Egyesült Arab Emírségek) Nézőszám: 6950 Játékvezető: Kim Dae-yong (dél-koreai) |

| 2019. november 19. 16:00 (UTC+5) |

| Maldív-szigetek                                | 3–1               | Guam       |
| ---------------------------------------------- | ----------------- | ---------- |
| Samooh 23' T. Nicklaw 38' (öngól) Ashfaq 90+1' | (2–0) Jegyzőkönyv | Matkin 49' |

| National Football Stadium, Malé Nézőszám: 2612 Játékvezető: Hussein Abo Yehia (libanoni) |

| 2019. november 19. 18:00 (UTC+4) |

| Szíria        | 1–0               | Fülöp-szigetek |
| ------------- | ----------------- | -------------- |
| Al Salama 23' | (1–0) Jegyzőkönyv |                |

| Maktoum bin Rashid Al Maktoum Stadium, Dubaj (Egyesült Arab Emírségek) Nézőszám: 2445 Játékvezető: Rowan Arumughan (indiai) |

| 2021. május 30. 19:30 (UTC+8) |

| Guam | 0–7               | Kína                                                                         |
| ---- | ----------------- | ---------------------------------------------------------------------------- |
|      | (0–2) Jegyzőkönyv | Wu Lei 20' (11-esből) 55' Jin Jingdao 39' Wu Xi 61' Elkeson 65' Alan 83' 87' |

| Suzhou Olympic Sports Centre, Szucsou (Kína) Nézőszám: 29 222 Játékvezető: Sivakorn Pu-udom (thaiföldi) |

| 2021. június 4. 20:00 (UTC+4) |

| Maldív-szigetek | 0–4               | Szíria                                                             |
| --------------- | ----------------- | ------------------------------------------------------------------ |
|                 | (0–3) Jegyzőkönyv | Al-Mawas 29' 45+2' (11-esből) 71' (11-esből) Aosman 33' (11-esből) |

| Sharjah Stadium, Sardzsa (Egyesült Arab Emírségek) Nézőszám: 0 Játékvezető: Ammar Al-Jeneibi (Egyesült Arab Emírségekbeli) |

| 2021. június 7. 18:00 (UTC+4) |

| Guam | 0–3               | Szíria                       |
| ---- | ----------------- | ---------------------------- |
|      | (0–2) Jegyzőkönyv | Mardikian 6' 9' Al-Mawas 84' |

| Sharjah Stadium, Sardzsa (Egyesült Arab Emírségek) Nézőszám: 0 Játékvezető: Khalid Al-Turais (szaúd-arábiai) |

| 2021. június 7. 21:00 (UTC+4) |

| Kína                                 | 2–0               | Fülöp-szigetek |
| ------------------------------------ | ----------------- | -------------- |
| Wu Lei 56' (11-esből) Wu Xinghan 65' | (0–0) Jegyzőkönyv |                |

| Sharjah Stadium, Sardzsa (Egyesült Arab Emírségek) Nézőszám: 0 Játékvezető: Kim Hee-gon (dél-koreai) |

| 2021. június 11. 18:00 (UTC+4) |

| Fülöp-szigetek                             | 3–0               | Guam |
| ------------------------------------------ | ----------------- | ---- |
| Guirado 12' Lopez 60' (öngól) Hartmann 88' | (1–0) Jegyzőkönyv |      |

| Sharjah Stadium, Sardzsa (Egyesült Arab Emírségek) Nézőszám: 0 Játékvezető: Ammar Al-Jeneibi (Egyesült Arab Emírségekbeli) |

| 2021. június 11. 21:00 (UTC+4) |

| Kína                                                            | 5–0               | Maldív-szigetek |
| --------------------------------------------------------------- | ----------------- | --------------- |
| Liu Binbin 5' Wu Lei 30' Alan 68' Zhang Yuning 69' Tan Long 79' | (2–0) Jegyzőkönyv |                 |

| Sharjah Stadium, Sardzsa (Egyesült Arab Emírségek) Nézőszám: 0 Játékvezető: Ahmed Al-Ali (jordán) |

| 2021. június 15. 19:00 (UTC+4) |

| Fülöp-szigetek | 1–1               | Maldív-szigetek |
| -------------- | ----------------- | --------------- |
| Guirado 19'    | (1–1) Jegyzőkönyv | Fasir 25'       |

| Sharjah Stadium, Sardzsa (Egyesült Arab Emírségek) Nézőszám: 0 Játékvezető: Sivakorn Pu-udom (thaiföldi) |

| 2021. június 15. 22:00 (UTC+4) |

| Kína                                                     | 3–1               | Szíria     |
| -------------------------------------------------------- | ----------------- | ---------- |
| Zhang Xizhe 43' Wu Lei 69' (11-esből) Zhang Yuning 90+3' | (1–0) Jegyzőkönyv | Aosman 50' |

| Sharjah Stadium, Sardzsa (Egyesült Arab Emírségek) Nézőszám: 0 Játékvezető: Muhammad Taqi (szingapúri) |

### B csoport
| Hely. | Csapat     | M | Gy | D | V | G+ | G– | Gk  | P  | Továbbjutás                                              |  | Ausztrália (ország) | Kuvait | Jordánia | Nepál | Kínai Köztársaság |
| ----- | ---------- | - | -- | - | - | -- | -- | --- | -- | -------------------------------------------------------- |  | ------------------- | ------ | -------- | ----- | ----------------- |
| 1.    | Ausztrália | 8 | 8  | 0 | 0 | 28 | 2  | +26 | 24 | Továbbjutott a 3. fordulóba és kijutott az Ázsia-kupára  |  | —                   | 3–0    | 1–0      | 5–0   | 5–1               |
| 2.    | Kuvait     | 8 | 4  | 2 | 2 | 19 | 7  | +12 | 14 | Továbbjutott az Ázsia-kupa selejtezőjének 3. fordulójába |  | 0–3                 | —      | 0–0      | 7–0   | 9–0               |
| 3.    | Jordánia   | 8 | 4  | 2 | 2 | 13 | 3  | +10 | 14 | Továbbjutott az Ázsia-kupa selejtezőjének 3. fordulójába |  | 0–1                 | 0–0    | —        | 3–0   | 5–0               |
| 4.    | Nepál      | 8 | 2  | 0 | 6 | 4  | 22 | −18 | 6  | Továbbjutott az Ázsia-kupa selejtezőjének 3. fordulójába |  | 0–3                 | 0–1    | 0–3      | —     | 2–0               |
| 5.    | Tajvan     | 8 | 0  | 0 | 8 | 4  | 34 | −30 | 0  | Továbbjutott az Ázsia-kupa selejtezőjének rájátszásába   |  | 1–7                 | 1–2    | 1–2      | 0–2   | —                 |

| 2019. szeptember 5. 19:10 (UTC+8) |

| Tajvan           | 1–2               | Jordánia             |
| ---------------- | ----------------- | -------------------- |
| Wen Chih-hao 81' | (0–2) Jegyzőkönyv | Faisal 19' Samir 37' |

| Taipei Municipal Stadium, Tajpej Nézőszám: 5520 Játékvezető: Yusuke Araki (japán) |

| 2019. szeptember 5. 20:00 (UTC+3) |

| Kuvait                                                                               | 7–0               | Nepál |
| ------------------------------------------------------------------------------------ | ----------------- | ----- |
| Nasser 6' 50' Al Hajeri 13' Mawei 59' Al-Mutawa 67' Abujabarah 90+4' Al-Musawi 90+7' | (2–0) Jegyzőkönyv |       |

| Al Kuwait Sports Club Stadium, Kuvaitváros Nézőszám: 7500 Játékvezető: Kim Dae-yong (dél-koreai) |

| 2019. szeptember 10. 19:10 (UTC+8) |

| Tajvan | 0–2               | Nepál        |
| ------ | ----------------- | ------------ |
|        | (0–1) Jegyzőkönyv | Bista 4' 62' |

| Taipei Municipal Stadium, Tajpej Nézőszám: 4780 Játékvezető: Yaqoob Abdul Baki (ománi) |

| 2019. szeptember 10. 18:30 (UTC+3) |

| Kuvait | 0–3               | Ausztrália             |
| ------ | ----------------- | ---------------------- |
|        | (0–3) Jegyzőkönyv | Leckie 7' 30' Mooy 38' |

| Al Kuwait Sports Club Stadium, Kuvaitváros Nézőszám: 11 852 Játékvezető: Muhammad Taqi (szingapúri) |

| 2019. október 10. 20:00 (UTC+11) |

| Ausztrália                          | 5–0               | Nepál |
| ----------------------------------- | ----------------- | ----- |
| Maclaren 6' 19' 90' Souttar 23' 59' | (3–0) Jegyzőkönyv |       |

| Canberra Stadium, Canberra Nézőszám: 18 563 Játékvezető: Thoriq Alkatiri (indonéz) |

| 2019. október 10. 19:00 (UTC+3) |

| Jordánia | 0–0         | Kuvait |
| -------- | ----------- | ------ |
|          | Jegyzőkönyv |        |

| Amman International Stadium, Ammán Nézőszám: 10 720 Játékvezető: Ryuji Sato (japán) |

| 2019. október 15. 19:40 (UTC+8) |

| Tajvan          | 1–7               | Ausztrália                                                  |
| --------------- | ----------------- | ----------------------------------------------------------- |
| Chen Yi-wei 21' | (1–4) Jegyzőkönyv | Taggart 12' 19' Irvine 34' 37' Souttar 73' 89' Maclaren 84' |

| National Stadium, Kaohsziung Nézőszám: 3251 Játékvezető: Mongkolchai Pechsri (thaiföldi) |

| 2019. október 15. 19:00 (UTC+3) |

| Jordánia                                      | 3–0               | Nepál |
| --------------------------------------------- | ----------------- | ----- |
| Shelbaieh 56' (11-esből) Ersan 78' Faisal 88' | (0–0) Jegyzőkönyv |       |

| Amman International Stadium, Ammán Nézőszám: 4863 Játékvezető: Sadullo Gulmurodi (tádzsik) |

| 2019. november 14. 19:00 (UTC+3) |

| Kuvait | 9–0               | Tajvan |
| --- | ----------------- | ------ |
| Nasser 22' 59' Al Ansari 42' Al-Faneeni 49' Al-Mutawa 55' Zayid 62' Al-Khaldi 73' Chen Wei-chuan 77' (öngól) Ajab 81' | (2–0) Jegyzőkönyv |        |

| Al Kuwait Sports Club Stadium, Kuvaitváros Nézőszám: 8400 Játékvezető: Mohd Amirul Izwan Yaacob (maláj) |

| 2019. november 14. 18:00 (UTC+2) |

| Jordánia | 0–1               | Ausztrália  |
| -------- | ----------------- | ----------- |
|          | (0–1) Jegyzőkönyv | Taggart 13' |

| King Abdullah II Stadium, Ammán Nézőszám: 9712 Játékvezető: Fu Ming (kínai) |

| 2019. november 19. 15:00 (UTC+6) |

| Nepál | 0–1               | Kuvait        |
| ----- | ----------------- | ------------- |
|       | (0–1) Jegyzőkönyv | Al-Mutawa 28' |

| Changlimithang Stadium, Timpu (Bhután) Nézőszám: 2000 Játékvezető: Omar Al-Yaqoubi (ománi) |

| 2019. november 19. 18:00 (UTC+2) |

| Jordánia                                             | 5–0               | Tajvan |
| ---------------------------------------------------- | ----------------- | ------ |
| Faisal 4' 75' Ersan 25' Al-Ajalin 43' Al-Dardour 62' | (3–0) Jegyzőkönyv |        |

| King Abdullah II Stadium, Ammán Nézőszám: 2260 Játékvezető: Mohammed Abdulla Hassan Mohamed (Egyesült Arab Emírségekbeli) |

| 2021. június 3. 19:00 (UTC+3) |

| Nepál                                   | 2–0               | Tajvan |
| --------------------------------------- | ----------------- | ------ |
| An. Bista 3' (11-esből) N. Shrestha 80' | (1–0) Jegyzőkönyv |        |

| Al Kuwait Sports Club Stadium, Kuvaitváros (Kuvait) Nézőszám: 0 Játékvezető: Kim Woo-sung (dél-koreai) |

| 2021. június 3. 22:00 (UTC+3) |

| Ausztrália                       | 3–0               | Kuvait |
| -------------------------------- | ----------------- | ------ |
| Leckie 1' Irvine 24' Hrustic 66' | (2–0) Jegyzőkönyv |        |

| Jaber Al-Ahmad International Stadium, Kuvaitváros (Kuvait) Nézőszám: 0 Játékvezető: Iida Jumpei (japán) |

| 2021. június 7. 19:00 (UTC+3) |

| Nepál | 0–3               | Jordánia                              |
| ----- | ----------------- | ------------------------------------- |
|       | (0–1) Jegyzőkönyv | Faisal 23' (11-esből) 48' Al-Arab 67' |

| Al Kuwait Sports Club Stadium, Kuvaitváros (Kuvait) Nézőszám: 0 Játékvezető: Mohd Amirul Izwan Yaacob (maláj) |

| 2021. június 7. 22:00 (UTC+3) |

| Ausztrália                                                     | 5–1               | Tajvan          |
| -------------------------------------------------------------- | ----------------- | --------------- |
| Souttar 12' Maclaren 27' (11-esből) Sainsbury 41' Duke 46' 84' | (3–0) Jegyzőkönyv | Gao Wei-jie 62' |

| Jaber Al-Ahmad International Stadium, Kuvaitváros (Kuvait) Nézőszám: 0 Játékvezető: Saoud Al-Adba (katari) |

| 2021. június 11. 19:00 (UTC+3) |

| Nepál | 0–3               | Ausztrália                      |
| ----- | ----------------- | ------------------------------- |
|       | (0–2) Jegyzőkönyv | Leckie 6' Karačić 38' Boyle 57' |

| Jaber Al-Ahmad International Stadium, Kuvaitváros Nézőszám: 0 Játékvezető: Ahmed Al-Kaf (ománi) |

| 2021. június 11. 22:00 (UTC+3) |

| Kuvait | 0–0         | Jordánia |
| ------ | ----------- | -------- |
|        | Jegyzőkönyv |          |

| Jaber Al-Ahmad International Stadium, Kuvaitváros Nézőszám: 0 Játékvezető: Naváf Sukralláh (bahreini) |

| 2021. június 15. 19:00 (UTC+3) |

| Ausztrália  | 1–0               | Jordánia |
| ----------- | ----------------- | -------- |
| Souttar 77' | (0–0) Jegyzőkönyv |          |

| Jaber Al-Ahmad International Stadium, Kuvaitváros (Kuvait) Nézőszám: 0 Játékvezető: Kim Woo-Sung (dél-koreai) |

| 2021. június 15. 22:00 (UTC+3) |

| Tajvan            | 1–2               | Kuvait         |
| ----------------- | ----------------- | -------------- |
| Wu Chun-ching 51' | (0–1) Jegyzőkönyv | Nasser 14' 71' |

| Jaber Al-Ahmad International Stadium, Kuvaitváros (Kuvait) Nézőszám: 0 Játékvezető: Ahmed Al-Kaf (ománi) |

### C csoport
| Hely. | Csapat    | M | Gy | D | V | G+ | G– | Gk  | P  | Továbbjutás                                              |  | Irán | Irak | Bahrein | Hongkong | Kambodzsa |
| ----- | --------- | - | -- | - | - | -- | -- | --- | -- | -------------------------------------------------------- |  | ---- | ---- | ------- | -------- | --------- |
| 1.    | Irán      | 8 | 6  | 0 | 2 | 34 | 4  | +30 | 18 | Továbbjutott a 3. fordulóba és kijutott az Ázsia-kupára  |  | —    | 1–0  | 3–0     | 3–1      | 14–0      |
| 2.    | Irak      | 8 | 5  | 2 | 1 | 14 | 4  | +10 | 17 | Továbbjutott a 3. fordulóba és kijutott az Ázsia-kupára  |  | 2–1  | —    | 0–0     | 2–0      | 4–1       |
| 3.    | Bahrein   | 8 | 4  | 3 | 1 | 15 | 4  | +11 | 15 | Továbbjutott az Ázsia-kupa selejtezőjének 3. fordulójába |  | 1–0  | 1–1  | —       | 4–0      | 8–0       |
| 4.    | Hongkong  | 8 | 1  | 2 | 5 | 4  | 13 | −9  | 5  | Továbbjutott az Ázsia-kupa selejtezőjének 3. fordulójába |  | 0–2  | 0–1  | 0–0     | —        | 2–0       |
| 5.    | Kambodzsa | 8 | 0  | 1 | 7 | 2  | 44 | −42 | 1  | Továbbjutott az Ázsia-kupa selejtezőjének rájátszásába   |  | 0–10 | 0–4  | 0–1     | 1–1      | —         |

| 2019. szeptember 5. 18:30 (UTC+7) |

| Kambodzsa    | 1–1               | Hongkong         |
| ------------ | ----------------- | ---------------- |
| Sokpheng 33' | (1–1) Jegyzőkönyv | Tan Chun Lok 16' |

| Olimpiai Stadion, Phnompen Nézőszám: 45 500 Játékvezető: Ilgiz Tantashev (üzbegisztáni) |

| 2019. szeptember 5. 19:30 (UTC+3) |

| Bahrein     | 1–1               | Irak       |
| ----------- | ----------------- | ---------- |
| Al Aswad 9' | (1–0) Jegyzőkönyv | M. Ali 85' |

| Bahrain National Stadium, Riffa Nézőszám: 6049 Játékvezető: Omar Al-Yaqoubi (ománi) |

| 2019. szeptember 10. 18:30 (UTC+7) |

| Kambodzsa | 0–1               | Bahrein      |
| --------- | ----------------- | ------------ |
|           | (0–0) Jegyzőkönyv | Al Aswad 78' |

| Olimpiai Stadion, Phnompen Nézőszám: 45 000 Játékvezető: Nivon Robesh Gamini (Srí Lanka-i) |

| 2019. szeptember 10. 20:00 (UTC+8) |

| Hongkong | 0–2               | Irán                      |
| -------- | ----------------- | ------------------------- |
|          | (0–1) Jegyzőkönyv | Azmun 23' Anszárifard 54' |

| Hong Kong Stadium, Hongkong Nézőszám: 13 942 Játékvezető: Yudai Yamamoto (japán) |

| 2019. október 10. 17:00 (UTC+3:30) |

| Irán | 14–0              | Kambodzsa |
| --- | ----------------- | --------- |
| Nourollahi 5' Azmun 11' 35' 44' Kanaanizadegan 18' Visal 22' (öngól) Anszárifard 40' 48' 60' 88' Táremi 54' Mohebi 65' 67' Me. Mohammadi 85' | (7–0) Jegyzőkönyv |           |

| Azadi Stadium, Teherán Nézőszám: 15 823 Játékvezető: Pranjal Banerjee (indiai) |

| 2019. október 10. 19:00 (UTC+3) |

| Irak                            | 2–0               | Hongkong |
| ------------------------------- | ----------------- | -------- |
| M. Ali 37' Adnan 79' (11-esből) | (1–0) Jegyzőkönyv |          |

| Basra International Stadium, Baszra Nézőszám: 32 340 Játékvezető: Ammar Al-Jeneibi (Egyesült Arab Emírségekbeli) |

| 2019. október 15. 18:30 (UTC+7) |

| Kambodzsa | 0–4               | Irak                                         |
| --------- | ----------------- | -------------------------------------------- |
|           | (0–2) Jegyzőkönyv | Bayesh 22' M. Ali 41' Attwan 57' Ibráhím 62' |

| Olimpiai Stadion, Phnompen Nézőszám: 48 258 Játékvezető: Clifford Daypuyat (Fülöp-szigeteki) |

| 2019. október 15. 19:30 (UTC+3) |

| Bahrein                  | 1–0               | Irán |
| ------------------------ | ----------------- | ---- |
| Al-Hardan 65' (11-esből) | (0–0) Jegyzőkönyv |      |

| Bahrain National Stadium, Riffa Nézőszám: 14 810 Játékvezető: Valentin Kovalenko (üzbegisztáni) |

| 2019. november 14. 20:00 (UTC+8) |

| Hongkong | 0–0         | Bahrein |
| -------- | ----------- | ------- |
|          | Jegyzőkönyv |         |

| Hong Kong Stadium, Hongkong Nézőszám: 4541 Játékvezető: Kim Dong-jin (dél-koreai) |

| 2019. november 14. 16:00 (UTC+2) |

| Irak                   | 2–1               | Irán           |
| ---------------------- | ----------------- | -------------- |
| M. Ali 11' Abbas 90+2' | (1–1) Jegyzőkönyv | Nourollahi 25' |

| Amman International Stadium, Ammán (Jordánia) Nézőszám: 13 752 Játékvezető: Hettikamkanamge Perera (Srí Lanka-i) |

| 2019. november 19. 20:00 (UTC+8) |

| Hongkong           | 2–0               | Kambodzsa |
| ------------------ | ----------------- | --------- |
| Ha 20' Roberto 83' | (1–0) Jegyzőkönyv |           |

| Hong Kong Stadium, Hongkong Nézőszám: 6497 Játékvezető: Ali Shaban (kuvaiti) |

| 2019. november 19. 16:00 (UTC+2) |

| Irak | 0–0         | Bahrein |
| ---- | ----------- | ------- |
|      | Jegyzőkönyv |         |

| Amman International Stadium, Ammán (Jordánia) Nézőszám: 10 366 Játékvezető: Muhammad Taqi (szingapúri) |

| 2021. június 3. 17:30 (UTC+3) |

| Irán                                     | 3–1               | Hongkong |
| ---------------------------------------- | ----------------- | -------- |
| Gholizadeh 23' Amiri 61' Anszárifard 84' | (1–0) Jegyzőkönyv | Orr 85'  |

| Al Muharraq Stadium, Arad (Bahrein) Nézőszám: 0 Játékvezető: Adham Makhadmeh (jordán) |

| 2021. június 3. 19:30 (UTC+3) |

| Bahrein                                                                           | 8–0               | Kambodzsa |
| --------------------------------------------------------------------------------- | ----------------- | --------- |
| Al Aswad 8' 71' Al-Romaihi 45+2' Madan 46' 65' Al-Shaikh 51' Abdullatif 75' 90+2' | (2–0) Jegyzőkönyv |           |

| Bahrain National Stadium, Riffa Nézőszám: 0 Játékvezető: Hiroyuki Kimura (japán) |

| 2021. június 7. 17:30 (UTC+3) |

| Irak                                                | 4–1               | Kambodzsa |
| --------------------------------------------------- | ----------------- | --------- |
| M. Ali 1' Resan 23' Adnan 27' (11-esből) Hadi 90+3' | (3–0) Jegyzőkönyv | Visal 55' |

| Al Muharraq Stadium, Arad (Bahrein) Nézőszám: 0 Játékvezető: Yaqoob Abdul Baki (ománi) |

| 2021. június 7. 19:30 (UTC+3) |

| Irán                     | 3–0               | Bahrein |
| ------------------------ | ----------------- | ------- |
| Azmun 54' 61' Táremi 79' | (0–0) Jegyzőkönyv |         |

| Bahrain National Stadium, Riffa (Bahrein) Nézőszám: 0 Játékvezető: Fu Ming (kínai) |

| 2021. június 11. 17:30 (UTC+3) |

| Kambodzsa | 0–1               | Irán |
| --------- | ----------------- | --- |
|           | (0–4) Jegyzőkönyv | Jahanbakhsh 16' (11-esből) Khalilzadeh 22' Táremi 27' Rotana 32' (öngól) Mohammadi 58' Pouraliganji 64' Anszárifard 77' (11-esből) Rezaei 80' 87' Ghayedi 84' |

| Bahrain National Stadium, Riffa (Bahrein) Nézőszám: 0 Játékvezető: Kim Jong-hyeok (dél-koreai) |

| 2021. június 11. 19:30 (UTC+3) |

| Hongkong | 0–1               | Irak                     |
| -------- | ----------------- | ------------------------ |
|          | (0–1) Jegyzőkönyv | Fung Hing Wa 11' (öngól) |

| Al Muharraq Stadium, Arad (Bahrein) Nézőszám: 0 Játékvezető: Hiroyuki Kimura (japán) |

| 2021. június 15. 19:30 (UTC+3) |

| Irán      | 1–0               | Irak |
| --------- | ----------------- | ---- |
| Azmun 35' | (1–0) Jegyzőkönyv |      |

| Al Muharraq Stadium, Arad (Bahrein) Nézőszám: 0 Játékvezető: Ilgiz Tantashev (üzbegisztáni) |

| 2021. június 15. 19:30 (UTC+3) |

| Bahrein                                                    | 4–0               | Hongkong |
| ---------------------------------------------------------- | ----------------- | -------- |
| Saeed 49' Isa 54' (11-esből) 70' Abdullatif 90' (11-esből) | (0–0) Jegyzőkönyv |          |

| Bahrain National Stadium, Riffa Nézőszám: 0 Játékvezető: Yaqoob Abdul Baki (ománi) |

### D csoport
| Hely. | Csapat       | M | Gy | D | V | G+ | G– | Gk  | P  | Továbbjutás                                              |  | Szaúd-Arábia | Üzbegisztán | Palesztina | Szingapúr | Jemen |
| ----- | ------------ | - | -- | - | - | -- | -- | --- | -- | -------------------------------------------------------- |  | ------------ | ----------- | ---------- | --------- | ----- |
| 1.    | Szaúd-Arábia | 8 | 6  | 2 | 0 | 22 | 4  | +18 | 20 | Továbbjutott a 3. fordulóba és kijutott az Ázsia-kupára  |  | —            | 3–0         | 5–0        | 3–0       | 3–0   |
| 2.    | Üzbegisztán  | 8 | 5  | 0 | 3 | 18 | 9  | +9  | 15 | Továbbjutott az Ázsia-kupa selejtezőjének 3. fordulójába |  | 2–3          | —           | 2–0        | 5–0       | 5–0   |
| 3.    | Palesztina   | 8 | 3  | 1 | 4 | 10 | 10 | 0   | 10 | Továbbjutott az Ázsia-kupa selejtezőjének 3. fordulójába |  | 0–0          | 2–0         | —          | 4–0       | 3–0   |
| 4.    | Szingapúr    | 8 | 2  | 1 | 5 | 7  | 22 | −15 | 7  | Továbbjutott az Ázsia-kupa selejtezőjének 3. fordulójába |  | 0–3          | 1–3         | 2–1        | —         | 2–2   |
| 5.    | Jemen        | 8 | 1  | 2 | 5 | 6  | 18 | −12 | 5  | Továbbjutott az Ázsia-kupa selejtezőjének 3. fordulójába |  | 2–2          | 0–1         | 1–0        | 1–2       | —     |

| 2019. szeptember 5. 19:45 (UTC+8) |

| Szingapúr            | 2–2               | Jemen                    |
| -------------------- | ----------------- | ------------------------ |
| Ikhsan 27' Faris 52' | (1–2) Jegyzőkönyv | Al-Matari 34' Qarawi 45' |

| Nemzeti Stadion, Szingapúr Nézőszám: 7018 Játékvezető: Shaun Evans (ausztrál) |

| 2019. szeptember 5. 17:00 (UTC+3) |

| Palesztina             | 2–0               | Üzbegisztán |
| ---------------------- | ----------------- | ----------- |
| Dabbagh 60' Batran 85' | (0–0) Jegyzőkönyv |             |

| Faisal Al-Husseini International Stadium, Al-Ram Nézőszám: 6740 Játékvezető: Fu Ming (kínai) |

| 2019. szeptember 10. 19:45 (UTC+8) |

| Szingapúr             | 2–1               | Palesztina |
| --------------------- | ----------------- | ---------- |
| Shakir 3' Safuwan 38' | (2–1) Jegyzőkönyv | Hamed 13'  |

| Jalan Besar Stadium, Szingapúr Nézőszám: 6011 Játékvezető: Yu Ming-hsun |

| 2019. szeptember 10. 19:00 (UTC+3) |

| Jemen                 | 2–2               | Szaúd-Arábia               |
| --------------------- | ----------------- | -------------------------- |
| Qarawi 8' Al-Dahi 37' | (2–1) Jegyzőkönyv | Bahebri 23' Al-Dawsari 48' |

| Bahrain National Stadium, Riffa (Bahrain) Nézőszám: 3100 Játékvezető: Sivakorn Pu-udom (thaiföldi) |

| 2019. október 10. 17:00 (UTC+5) |

| Üzbegisztán                                                               | 5–0               | Jemen |
| ------------------------------------------------------------------------- | ----------------- | ----- |
| Kodirkulov 3' Shomurodov 33' Iskanderov 53' Tukhtakhujaev 72' Sergeev 90' | (2–0) Jegyzőkönyv |       |

| Pakhtakor Central Stadium, Taskent Nézőszám: 28 571 Játékvezető: Hanna Hattab (szíriai) |

| 2019. október 10. 20:00 (UTC+3) |

| Szaúd-Arábia                | 3–0               | Szingapúr |
| --------------------------- | ----------------- | --------- |
| Asiri 28' 67' Al-Hamdan 61' | (1–0) Jegyzőkönyv |           |

| King Abdullah Sport City Stadium, Buraidah Nézőszám: 14 560 Játékvezető: Kim Hee-gon (dél-koreai) |

| 2019. október 15. 19:45 (UTC+8) |

| Szingapúr    | 1–3               | Üzbegisztán                      |
| ------------ | ----------------- | -------------------------------- |
| Ikhsan 45+1' | (1–1) Jegyzőkönyv | Ahmedov 15' Shomurodov 51' 90+2' |

| Nemzeti Stadion, Szingapúr Nézőszám: 12 547 Játékvezető: Shen Yinhao (kínai) |

| 2019. október 15. 16:00 (UTC+3) |

| Palesztina | 0–0         | Szaúd-Arábia |
| ---------- | ----------- | ------------ |
|            | Jegyzőkönyv |              |

| Faisal Al-Husseini International Stadium, Al-Ram Nézőszám: 12 000 Játékvezető: Ahmed Al-Kaf (ománi) |

| 2019. november 14. 17:00 (UTC+5) |

| Üzbegisztán                            | 2–3               | Szaúd-Arábia                               |
| -------------------------------------- | ----------------- | ------------------------------------------ |
| Shomurodov 16' Shukurov 56' (11-esből) | (1–1) Jegyzőkönyv | Al-Faraj 23' (11-esből) 85' Al-Dawsari 89' |

| Pakhtakor Central Stadium, Taskent Nézőszám: 31 524 Játékvezető: Ryuji Sato (japán) |

| 2019. november 14. 18:00 (UTC+3) |

| Jemen       | 1–0               | Palesztina |
| ----------- | ----------------- | ---------- |
| Al-Dahi 54' | (0–0) Jegyzőkönyv |            |

| Sheikh Ali Bin Mohamad Stadium, Muharraq (Bahrain) Nézőszám: 530 Játékvezető: Adham Makhadmeh (jordán) |

| 2019. november 19. 17:00 (UTC+5) |

| Üzbegisztán        | 2–0               | Palesztina |
| ------------------ | ----------------- | ---------- |
| Shomurodov 18' 58' | (1–0) Jegyzőkönyv |            |

| Pakhtakor Central Stadium, Taskent Nézőszám: 19 143 Játékvezető: Naváf Sukralláh (bahreini) |

| 2019. november 19. 18:00 (UTC+3) |

| Jemen           | 1–2               | Szingapúr            |
| --------------- | ----------------- | -------------------- |
| Al-Gahwashi 85' | (0–1) Jegyzőkönyv | Ikhsan 19' Hafiz 52' |

| Sheikh Ali Bin Mohamad Stadium, Muharraq (Bahrein) Nézőszám: 650 Játékvezető: Tódzsó Minoru (japán) |

| 2021. március 30. 20:30 (UTC+3) |

| Szaúd-Arábia                                                                   | 5–0               | Palesztina |
| ------------------------------------------------------------------------------ | ----------------- | ---------- |
| Al-Shahrani 37' Al-Muwallad 43' Al-Shehri 52' 58' S. Al-Dawsari 88' (11-esből) | (2–0) Jegyzőkönyv |            |

| King Saud University Stadium, Rijád Nézőszám: 1 Játékvezető: Mohanad Qasim (iraki) |

| 2021. június 3. 21:00 (UTC+3) |

| Palesztina                                                | 4–0               | Szingapúr |
| --------------------------------------------------------- | ----------------- | --------- |
| Seyam 19' (11-esből) 30' (11-esből) Dabbagh 23' Hamed 85' | (3–0) Jegyzőkönyv |           |

| King Fahd International Stadium, Rijád (Szaúd-Arábia) Nézőszám: 294 Játékvezető: Mohammed Abdulla Hassan Mohamed (Egyesült Arab Emírségekbeli) |

| 2021. június 5. 21:00 (UTC+3) |

| Szaúd-Arábia                      | 3–0               | Jemen |
| --------------------------------- | ----------------- | ----- |
| Al-Dawsari 4' Al-Muwallad 17' 32' | (3–0) Jegyzőkönyv |       |

| King Saud University Stadium, Rijád Nézőszám: 4382 Játékvezető: Nivon Robesh Gamini (Srí Lanka-i) |

| 2021. június 7. 21:00 (UTC+3) |

| Üzbegisztán                                                      | 5–0               | Szingapúr |
| ---------------------------------------------------------------- | ----------------- | --------- |
| Masharipov 6' 34' Shomurodov 45+1' Ahmedov 50' Fandi 88' (öngól) | (3–0) Jegyzőkönyv |           |

| King Fahd International Stadium, Rijád (Szaúd-Arábia) Nézőszám: 75 Játékvezető: Ali Abdulnabi (bahreini) |

| 2021. június 11. 21:00 (UTC+3) |

| Jemen | 0–1               | Üzbegisztán               |
| ----- | ----------------- | ------------------------- |
|       | (0–1) Jegyzőkönyv | Masharipov 19' (11-esből) |

| King Fahd International Stadium, Rijád (Szaúd-Arábia) Nézőszám: 230 Játékvezető: Mohammed Abdulla Hassan Mohamed (Egyesült Arab Emírségekbeli) |

| 2021. június 11. 21:00 (UTC+3) |

| Szingapúr | 0–3               | Szaúd-Arábia                                   |
| --------- | ----------------- | ---------------------------------------------- |
|           | (0–0) Jegyzőkönyv | Al-Dawsari 84' Al-Muwallad 86' Al-Shehri 90+6' |

| King Saud University Stadium, Rijád (Szaúd-Arábia) Nézőszám: 4879 Játékvezető: Mohanad Qasim (iraki) |

| 2021. június 15. 21:00 (UTC+3) |

| Szaúd-Arábia                   | 3–0               | Üzbegisztán |
| ------------------------------ | ----------------- | ----------- |
| Al-Faraj 25' 33' Al-Hassan 52' | (2–0) Jegyzőkönyv |             |

| King Saud University Stadium, Rijád Nézőszám: 6339 Játékvezető: Ko Hyung-jin (dél-koreai) |

| 2021. június 15. 21:00 (UTC+3) |

| Palesztina                  | 3–0               | Jemen |
| --------------------------- | ----------------- | ----- |
| Dabbagh 43' 84' Hamed 45+3' | (2–0) Jegyzőkönyv |       |

| King Fahd International Stadium, Rijád (Szaúd-Arábia) Nézőszám: 430 Játékvezető: Masoud Tufayelieh (szíriai) |

### E csoport
| Hely. | Csapat      | M | Gy | D | V | G+ | G– | Gk  | P  | Továbbjutás                                              |  | Katar | Omán | India | Afganisztán | Banglades |
| ----- | ----------- | - | -- | - | - | -- | -- | --- | -- | -------------------------------------------------------- |  | ----- | ---- | ----- | ----------- | --------- |
| 1.    | Katar       | 8 | 7  | 1 | 0 | 18 | 1  | +17 | 22 | Kijutott az Ázsia-kupára                                 |  | —     | 2–1  | 0–0   | 6–0         | 5–0       |
| 2.    | Omán        | 8 | 6  | 0 | 2 | 16 | 6  | +10 | 18 | Továbbjutott a 3. fordulóba és kijutott az Ázsia-kupára  |  | 0–1   | —    | 1–0   | 3–0         | 4–1       |
| 3.    | India       | 8 | 1  | 4 | 3 | 6  | 7  | −1  | 7  | Továbbjutott az Ázsia-kupa selejtezőjének 3. fordulójába |  | 0–1   | 1–2  | —     | 1–1         | 1–1       |
| 4.    | Afganisztán | 8 | 1  | 3 | 4 | 5  | 15 | −10 | 6  | Továbbjutott az Ázsia-kupa selejtezőjének 3. fordulójába |  | 0–1   | 1–2  | 1–1   | —           | 1–0       |
| 5.    | Banglades   | 8 | 0  | 2 | 6 | 3  | 19 | −16 | 2  | Továbbjutott az Ázsia-kupa selejtezőjének 3. fordulójába |  | 0–2   | 0–3  | 0–2   | 1–1         | —         |

1. ↑  Katar rendezőként a 2022-es világbajnokság résztvevője.

| 2019. szeptember 5. 19:30 (UTC+5:30) |

| India       | 1–2               | Omán             |
| ----------- | ----------------- | ---------------- |
| Chhetri 24' | (1–0) Jegyzőkönyv | Al-Alawi 82' 90' |

| Indira Gandhi Athletic Stadium, Gauháti Nézőszám: 22 798 Játékvezető: Mooud Bonyadifard (iráni) |

| 2019. szeptember 5. 19:30 (UTC+3) |

| Katar                                               | 6–0               | Afganisztán |
| --------------------------------------------------- | ----------------- | ----------- |
| A. Ali 4' 10' 51' Al-Haydos 13' Haszan 34' Húhí 67' | (4–0) Jegyzőkönyv |             |

| Jassim bin Hamad Stadium, Doha Nézőszám: 10 950 Játékvezető: Aziz Asimov (üzbegisztáni) |

| 2019. szeptember 10. 19:00 (UTC+5) |

| Afganisztán | 1–0               | Banglades |
| ----------- | ----------------- | --------- |
| Noor 27'    | (1–0) Jegyzőkönyv |           |

| Central Republican Stadium, Dusanbe (Tádzsikisztán) Nézőszám: 5000 Játékvezető: Csang Lej (kínai) |

| 2019. szeptember 10. 19:30 (UTC+3) |

| Katar | 0–0         | India |
| ----- | ----------- | ----- |
|       | Jegyzőkönyv |       |

| Jassim bin Hamad Stadium, Doha Nézőszám: 12 020 Játékvezető: Nazmi Nasaruddin (maláj) |

| 2019. október 10. 19:00 (UTC+6) |

| Banglades | 0–2               | Katar                       |
| --------- | ----------------- | --------------------------- |
|           | (0–1) Jegyzőkönyv | Abdurisag 28' Boudiaf 90+2' |

| Bangabandhu National Stadium, Dakka Nézőszám: 24 570 Játékvezető: Bijan Heidari (iráni) |

| 2019. október 10. 19:00 (UTC+4) |

| Omán                                          | 3–0               | Afganisztán |
| --------------------------------------------- | ----------------- | ----------- |
| Al-Muqbali 27' 38' Al-Ghassani 61' (11-esből) | (2–0) Jegyzőkönyv |             |

| Al-Seeb Stadium, Seeb Nézőszám: 10 000 Játékvezető: Ahmed Al-Ali (jordán) |

| 2019. október 15. 19:30 (UTC+5:30) |

| India    | 1–1               | Banglades |
| -------- | ----------------- | --------- |
| Khan 88' | (0–1) Jegyzőkönyv | Uddin 42' |

| Salt Lake Stadium, Kolkata Nézőszám: 53 286 Játékvezető: Masoud Tufayelieh (szíriai) |

| 2019. október 15. 19:30 (UTC+3) |

| Katar               | 2–1               | Omán            |
| ------------------- | ----------------- | --------------- |
| Ak. Afif 2' Ali 71' | (1–0) Jegyzőkönyv | R. Al-Alawi 63' |

| Al Janoub Stadium, Al Wakrah Nézőszám: 26 731 Játékvezető: Fu Ming (kínai) |

| 2019. november 14. 19:00 (UTC+5) |

| Afganisztán  | 1–1               | India         |
| ------------ | ----------------- | ------------- |
| Nazary 45+1' | (1–0) Jegyzőkönyv | Doungel 90+3' |

| Central Republican Stadium, Dusanbe (Tádzsikisztán) Nézőszám: 8100 Játékvezető: Yu Ming-hsun (tajvani) |

| 2019. november 14. 19:00 (UTC+4) |

| Omán                                                        | 4–1               | Banglades |
| ----------------------------------------------------------- | ----------------- | --------- |
| Al-Khaldi 48' R. Al-Alawi 68' A. Al-Alawi 78' Al-Hidi 90+1' | (0–0) Jegyzőkönyv | Ahmed 81' |

| Sultan Qaboos Sports Complex, Maszkat Nézőszám: 24 000 Játékvezető: Hanna Hattab (szíriai) |

| 2019. november 19. 19:00 (UTC+5) |

| Afganisztán | 0–1               | Katar               |
| ----------- | ----------------- | ------------------- |
|             | (0–0) Jegyzőkönyv | Afif 76' (11-esből) |

| Central Republican Stadium, Dusanbe (Tádzsikisztán) Nézőszám: 6000 Játékvezető: Timur Faizullin (kirgiz) |

| 2019. november 19. 19:00 (UTC+4) |

| Omán            | 1–0               | India |
| --------------- | ----------------- | ----- |
| Al-Ghassani 33' | (1–0) Jegyzőkönyv |       |

| Sultan Qaboos Sports Complex, Maszkat Nézőszám: 24 250 Játékvezető: Nivon Robesh Gamini (Srí Lanka-i) |

| 2020. december 4. 19:00 (UTC+3) |

| Katar                                          | 5–0               | Banglades |
| ---------------------------------------------- | ----------------- | --------- |
| Hátem 9' Afif 33' 90+2' Ali 72' (11-esből) 78' | (2–0) Jegyzőkönyv |           |

| Jassim bin Hamad Stadium, Doha Nézőszám: 1044 Játékvezető: Mohd Amirul Izwan Yaacob (maláj) |

| 2021. június 3. 17:00 (UTC+3) |

| Banglades  | 1–1               | Afganisztán |
| ---------- | ----------------- | ----------- |
| Barman 83' | (0–0) Jegyzőkönyv | Sharifi 47' |

| Jassim bin Hamad Stadium, Doha (Katar) Nézőszám: 300 Játékvezető: Mooud Bonyadifard (iráni) |

| 2021. június 3. 20:00 (UTC+3) |

| India | 0–1               | Katar     |
| ----- | ----------------- | --------- |
|       | (0–1) Jegyzőkönyv | Hátem 33' |

| Jassim bin Hamad Stadium, Doha (Katar) Nézőszám: 2022 Játékvezető: Ma Ning (kínai) |

| 2021. június 7. 17:00 (UTC+3) |

| Banglades | 0–2               | India             |
| --------- | ----------------- | ----------------- |
|           | (0–0) Jegyzőkönyv | Chhetri 79' 90+2' |

| Jassim bin Hamad Stadium, Doha (Katar) Nézőszám: 495 Játékvezető: Zaid Thamer (iraki) |

| 2021. június 7. 20:00 (UTC+3) |

| Omán | 0–1               | Katar                    |
| ---- | ----------------- | ------------------------ |
|      | (0–1) Jegyzőkönyv | Al-Haydos 39' (11-esből) |

| Jassim bin Hamad Stadium, Doha (Katar) Nézőszám: 1559 Játékvezető: Hettikamkanamge Perera (srí lanka-i) |

| 2021. június 11. 20:10 (UTC+3) |

| Afganisztán  | 1–2               | Omán          |
| ------------ | ----------------- | ------------- |
| Popalzay 23' | (1–1) Jegyzőkönyv | Fawaz 13' 51' |

| Jassim bin Hamad Stadium, Doha (Katar) Nézőszám: 183 Játékvezető: Ma Ning (kínai) |

| 2021. június 15. 17:00 (UTC+3) |

| India             | 1–1               | Afganisztán |
| ----------------- | ----------------- | ----------- |
| Azizi 75' (öngól) | (0–0) Jegyzőkönyv | Zamani 81'  |

| Jassim bin Hamad Stadium, Doha (Katar) Nézőszám: 603 Játékvezető: Ali Reda (libanoni) |

| 2021. június 15. 20:10 (UTC+3) |

| Banglades | 0–3               | Omán                           |
| --------- | ----------------- | ------------------------------ |
|           | (0–1) Jegyzőkönyv | Al-Ghafri 22' Al-Hajri 60' 80' |

| Jassim bin Hamad Stadium, Doha (Katar) Nézőszám: 885 Játékvezető: Ali Shaban (kuvaiti) |

### F csoport
| Hely. | Csapat        | M | Gy | D | V | G+ | G– | Gk  | P  | Továbbjutás                                              |  | Japán | Tádzsikisztán | Kirgizisztán | Mongólia | Mianmar |
| ----- | ------------- | - | -- | - | - | -- | -- | --- | -- | -------------------------------------------------------- |  | ----- | ------------- | ------------ | -------- | ------- |
| 1.    | Japán         | 8 | 8  | 0 | 0 | 46 | 2  | +44 | 24 | Továbbjutott a 3. fordulóba és kijutott az Ázsia-kupára  |  | —     | 4–1           | 5–1          | 6–0      | 10–0    |
| 2.    | Tádzsikisztán | 8 | 4  | 1 | 3 | 14 | 12 | +2  | 13 | Továbbjutott az Ázsia-kupa selejtezőjének 3. fordulójába |  | 0–3   | —             | 1–0          | 3–0      | 4–0     |
| 3.    | Kirgizisztán  | 8 | 3  | 1 | 4 | 19 | 12 | +7  | 10 | Továbbjutott az Ázsia-kupa selejtezőjének 3. fordulójába |  | 0–2   | 1–1           | —            | 0–1      | 7–0     |
| 4.    | Mongólia      | 8 | 2  | 0 | 6 | 3  | 27 | −24 | 6  | Továbbjutott az Ázsia-kupa selejtezőjének 3. fordulójába |  | 0–14  | 0–1           | 1–2          | —        | 1–0     |
| 5.    | Mianmar       | 8 | 2  | 0 | 6 | 6  | 35 | −29 | 6  | Továbbjutott az Ázsia-kupa selejtezőjének 3. fordulójába |  | 0–2   | 4–3           | 1–8          | 1–0      | —       |

| 2019. szeptember 5. 17:00 (UTC+8) |

| Mongólia   | 1–0               | Mianmar |
| ---------- | ----------------- | ------- |
| Amaraa 17' | (1–0) Jegyzőkönyv |         |

| MFF Football Centre, Ulánbátor Nézőszám: 3221 Játékvezető: Rowan Arumughan (indiai) |

| 2019. szeptember 5. 19:00 (UTC+5) |

| Tádzsikisztán    | 1–0               | Kirgizisztán |
| ---------------- | ----------------- | ------------ |
| A. Dzhalilov 41' | (1–0) Jegyzőkönyv |              |

| Central Republican Stadium, Dusanbe Nézőszám: 17 800 Játékvezető: Adham Makhadmeh (jordán) |

| 2019. szeptember 10. 17:00 (UTC+8) |

| Mongólia | 0–1               | Tádzsikisztán   |
| -------- | ----------------- | --------------- |
|          | (0–0) Jegyzőkönyv | D. Ergashev 81' |

| MFF Football Centre, Ulánbátor Nézőszám: 3455 Játékvezető: Hanna Hattab (szíriai) |

| 2019. szeptember 10. 18:50 (UTC+6:30) |

| Mianmar | 0–2               | Japán                       |
| ------- | ----------------- | --------------------------- |
|         | (0–2) Jegyzőkönyv | Nakadzsima 16' Minamino 26' |

| Thuwunna Stadium, Rangun Nézőszám: 25 500 Játékvezető: Ahmad Yacoub Ibrahim (jordán) |

| 2019. október 10. 19:35 (UTC+9) |

| Japán                                                              | 6–0               | Mongólia |
| ------------------------------------------------------------------ | ----------------- | -------- |
| Minamino 22' Josida 29' Nagatomo 33' Nagai 40' Endo 57' Kamada 82' | (4–0) Jegyzőkönyv |          |

| Saitama Stadium 2002, Szaitama Nézőszám: 43 122 Játékvezető: Chae Sang-hyeop (dél-koreai) |

| 2019. október 10. 20:30 (UTC+6) |

| Kirgizisztán                                                             | 7–0               | Mianmar |
| ------------------------------------------------------------------------ | ----------------- | ------- |
| Bernhardt 5' 10' 87' (11-esből) Shukurov 20' 71' Alykulov 26' Kichin 45' | (5–0) Jegyzőkönyv |         |

| Dolen Omurzakov Stadium, Biskek Nézőszám: 13 000 Játékvezető: Omar Mohamed Al-Ali (Egyesült Arab Emírségekbeli) |

| 2019. október 15. 16:00 (UTC+8) |

| Mongólia                 | 1–2               | Kirgizisztán             |
| ------------------------ | ----------------- | ------------------------ |
| Tsedenbal 57' (11-esből) | (0–2) Jegyzőkönyv | Alykulov 13' Murzaev 42' |

| MFF Football Centre, Ulánbátor Nézőszám: 2182 Játékvezető: Hussein Abo Yehia (libanoni) |

| 2019. október 15. 17:15 (UTC+5) |

| Tádzsikisztán | 0–3               | Japán                      |
| ------------- | ----------------- | -------------------------- |
|               | (0–0) Jegyzőkönyv | Minamino 53' 55' Asano 82' |

| Central Republican Stadium, Dusanbe Nézőszám: 19 100 Játékvezető: Zaid Thamer (iraki) |

| 2019. november 14. 17:00 (UTC+6:30) |

| Mianmar                                                 | 4–3               | Tádzsikisztán                               |
| ------------------------------------------------------- | ----------------- | ------------------------------------------- |
| Suan Lam Mang 10' 41' Aung Thu 48' Maung Maung Lwin 63' | (2–1) Jegyzőkönyv | M. Dzhalilov 36' (11-esből) 76' Vosiyev 57' |

| Mandalarthiri Stadium, Mandalaj Nézőszám: 7365 Játékvezető: Masoud Tufayelieh (szíriai) |

| 2019. november 14. 17:18 (UTC+6) |

| Kirgizisztán | 0–2               | Japán                                 |
| ------------ | ----------------- | ------------------------------------- |
|              | (0–1) Jegyzőkönyv | Minamino 41' (11-esből) Haragucsi 54' |

| Dolen Omurzakov Stadium, Biskek Nézőszám: 17 543 Játékvezető: Mohammed Al-Hoish (szaúd-arábiai) |

| 2019. november 19. 17:00 (UTC+6:30) |

| Mianmar          | 1–0               | Mongólia |
| ---------------- | ----------------- | -------- |
| Hlaing Bo Bo 17' | (1–0) Jegyzőkönyv |          |

| Mandalarthiri Stadium, Mandalaj Nézőszám: 17 468 Játékvezető: Nazmi Nasaruddin (maláj) |

| 2019. november 19. 20:00 (UTC+6) |

| Kirgizisztán | 1–1               | Tádzsikisztán |
| ------------ | ----------------- | ------------- |
| Kozubaev 83' | (0–1) Jegyzőkönyv | Ergashev 17'  |

| Dolen Omurzakov Stadium, Biskek Nézőszám: 15 873 Játékvezető: Abdulramán al-Dzsasszím (katari) |

| 2021. március 25. 18:00 (UTC+5) |

| Tádzsikisztán                               | 3–0               | Mongólia |
| ------------------------------------------- | ----------------- | -------- |
| M. Dzhalilov 4' A. Dzhalilov 50' Samiev 87' | (1–0) Jegyzőkönyv |          |

| Central Republican Stadium, Dusanbe Nézőszám: 9300 Játékvezető: Ali Sabah (iraki) |

| 2021. március 30. 19:30 (UTC+9) |

| Mongólia | 0–14              | Japán |
| -------- | ----------------- | --- |
|          | (0–5) Jegyzőkönyv | Minamino 13' Osako 23' 55' 90+2' Kamada 26' Morita 33' Tuya 39' (öngól) Inagaki 68' 90+3' Ito 73' 79' Furuhashi 78' 87' Asano 90+1' |

| Fukuda Denshi Arena, Csiba (Japán) Nézőszám: 0 Játékvezető: Omar Mohamed Al-Ali (Egyesült Arab Emírségekbeli) |

| 2021. május 28. 19:20 (UTC+9) |

| Japán                                                                                    | 10–0              | Mianmar |
| ---------------------------------------------------------------------------------------- | ----------------- | ------- |
| Minamino 8' 66' Osako 22' 30' (11-esből) 36' 49' 88' Morita 57' Kamada 84' Itakura 90+1' | (4–0) Jegyzőkönyv |         |

| Fukuda Denshi Arena, Csiba Nézőszám: 0 Játékvezető: Hasan Akrami (iráni) |

| 2021. június 7. 16:00 (UTC+9) |

| Kirgizisztán | 0–1               | Mongólia      |
| ------------ | ----------------- | ------------- |
|              | (0–1) Jegyzőkönyv | Mijiddorj 34' |

| Yanmar Stadium Nagai, Oszaka (Japán) Nézőszám: 0 Játékvezető: Yu Ming-hsun (tajvani) |

| 2021. június 7. 19:30 (UTC+9) |

| Japán                                              | 4–1               | Tádzsikisztán |
| -------------------------------------------------- | ----------------- | ------------- |
| Furuhashi 6' Minamino 40' Hashimoto 51' Kavabe 71' | (2–1) Jegyzőkönyv | Panjshanbe 9' |

| Panasonic Stadium Suita, Suita Nézőszám: 0 Játékvezető: Abdulramán al-Dzsasszím (katari) |

| 2021. június 11. 16:00 (UTC+9) |

| Mianmar          | 1–8               | Kirgizisztán                                                                             |
| ---------------- | ----------------- | ---------------------------------------------------------------------------------------- |
| Hlaing Bo Bo 69' | (0–5) Jegyzőkönyv | Rustamov 22' Alykulov 29' Musabekov 34' Shukurov 45' Murzaev 45+2' 61' 78' Bokoleyev 63' |

| Yanmar Stadium Nagai, Oszaka (Japán) Nézőszám: 0 Játékvezető: Hussein Abo Yehia (libanoni) |

| 2021. június 15. 19:25 (UTC+9) |

| Japán                                              | 5–1               | Kirgizisztán             |
| -------------------------------------------------- | ----------------- | ------------------------ |
| Onaiwu 27' (11-esből) 31' 33' Sasaki 72' Asano 77' | (3–1) Jegyzőkönyv | Murzaev 45+2' (11-esből) |

| Panasonic Stadium Suita, Suita Nézőszám: 0 Játékvezető: Omar Al-Yaqoubi (ománi) |

| 2021. június 15. 19:25 (UTC+9) |

| Tádzsikisztán                                    | 4–0               | Mianmar |
| ------------------------------------------------ | ----------------- | ------- |
| Tursunov 34' Dzhalilov 53' Boboev 78' Samiev 87' | (1–0) Jegyzőkönyv |         |

| Yanmar Stadium Nagai, Oszaka (Japán) Nézőszám: 0 Játékvezető: Omar Mohamed Al-Ali (Egyesült Arab Emírségekbeli) |

### G csoport
| Hely. | Csapat                  | M | Gy | D | V | G+ | G– | Gk  | P  | Továbbjutás                                              |  | Egyesült Arab Emírségek | Vietnám | Malajzia | Thaiföld | Indonézia |
| ----- | ----------------------- | - | -- | - | - | -- | -- | --- | -- | -------------------------------------------------------- |  | ----------------------- | ------- | -------- | -------- | --------- |
| 1.    | Egyesült Arab Emírségek | 8 | 6  | 0 | 2 | 23 | 7  | +16 | 18 | Továbbjutott a 3. fordulóba és kijutott az Ázsia-kupára  |  | —                       | 3–2     | 4–0      | 3–1      | 5–0       |
| 2.    | Vietnám                 | 8 | 5  | 2 | 1 | 13 | 5  | +8  | 17 | Továbbjutott a 3. fordulóba és kijutott az Ázsia-kupára  |  | 1–0                     | —       | 1–0      | 0–0      | 4–0       |
| 3.    | Malajzia                | 8 | 4  | 0 | 4 | 10 | 12 | −2  | 12 | Továbbjutott az Ázsia-kupa selejtezőjének 3. fordulójába |  | 1–2                     | 1–2     | —        | 2–1      | 2–0       |
| 4.    | Thaiföld                | 8 | 2  | 3 | 3 | 9  | 9  | 0   | 9  | Továbbjutott az Ázsia-kupa selejtezőjének 3. fordulójába |  | 2–1                     | 0–0     | 0–1      | —        | 2–2       |
| 5.    | Indonézia               | 8 | 0  | 1 | 7 | 5  | 27 | −22 | 1  | Továbbjutott az Ázsia-kupa selejtezőjének rájátszásába   |  | 0–5                     | 1–3     | 2–3      | 0–3      | —         |

| 2019. szeptember 5. 19:00 (UTC+7) |

| Thaiföld | 0–0         | Vietnám |
| -------- | ----------- | ------- |
|          | Jegyzőkönyv |         |

| Thammasat Stadium, Pathum Thani Nézőszám: 19 011 Játékvezető: Saoud Al-Adba (katari) |

| 2019. szeptember 5. 19:30 (UTC+7) |

| Indonézia    | 2–3               | Malajzia                     |
| ------------ | ----------------- | ---------------------------- |
| Beto 11' 38' | (2–1) Jegyzőkönyv | Sumareh 36' 90+6' Syafiq 65' |

| Gelora Bung Karno Stadium, Jakarta Nézőszám: 54 659 Játékvezető: Ko Hyung-jin (dél-koreai) |

| 2019. szeptember 10. 19:30 (UTC+7) |

| Indonézia | 0–3               | Thaiföld                                   |
| --------- | ----------------- | ------------------------------------------ |
|           | (0–0) Jegyzőkönyv | Supachok 55' 71' Theerathon 65' (11-esből) |

| Gelora Bung Karno Stadium, Jakarta Nézőszám: 11 619 Játékvezető: Ma Ning (kínai) |

| 2019. szeptember 10. 20:45 (UTC+8) |

| Malajzia  | 1–2               | Egyesült Arab Emírségek |
| --------- | ----------------- | ----------------------- |
| Syafiq 1' | (1–1) Jegyzőkönyv | Mabkhout 43' 75'        |

| Bukit Jalil National Stadium, Kuala Lumpur Nézőszám: 43 200 Játékvezető: Hiroyuki Kimura (japán) |

| 2019. október 10. 20:00 (UTC+7) |

| Vietnám              | 1–0               | Malajzia |
| -------------------- | ----------------- | -------- |
| Nguyễn Quang Hải 40' | (1–0) Jegyzőkönyv |          |

| Mỹ Đình National Stadium, Hanoi Nézőszám: 38 256 Játékvezető: Mooud Bonyadifard (iráni) |

| 2019. október 10. 20:00 (UTC+4) |

| Egyesült Arab Emírségek                                 | 5–0               | Indonézia |
| ------------------------------------------------------- | ----------------- | --------- |
| Ibrahim 40' Mabkhout 51' 63' (11-esből) 72' Ahmed 90+3' | (1–0) Jegyzőkönyv |           |

| Al Maktoum Stadium, Dubaj Nézőszám: 6678 Játékvezető: Adham Makhadmeh (jordán) |

| 2019. október 15. 19:30 (UTC+8) |

| Indonézia   | 1–3               | Vietnám                                                          |
| ----------- | ----------------- | ---------------------------------------------------------------- |
| Bachdim 84' | (0–1) Jegyzőkönyv | Đỗ Duy Mạnh 26' Quế Ngọc Hải 55' (11-esből) Nguyễn Tiến Linh 61' |

| Kapten I Wayan Dipta Stadium, Gianyar Nézőszám: 8237 Játékvezető: Turki Al-Khudhayr (szaúd-arábiai) |

| 2019. október 15. 19:00 (UTC+7) |

| Thaiföld                | 2–1               | Egyesült Arab Emírségek |
| ----------------------- | ----------------- | ----------------------- |
| Teerasil 26' Ekanit 51' | (1–1) Jegyzőkönyv | Mabkhout 45+2'          |

| Thammasat Stadium, Pathum Thani Nézőszám: 16 057 Játékvezető: Hettikamkanamge Perera (Srí Lanka-i) |

| 2019. november 14. 20:45 (UTC+8) |

| Malajzia            | 2–1               | Thaiföld     |
| ------------------- | ----------------- | ------------ |
| Gan 26' Sumareh 57' | (1–1) Jegyzőkönyv | Chanathip 7' |

| Bukit Jalil National Stadium, Kuala Lumpur Nézőszám: 39 363 Játékvezető: Ali Sabah (iraki) |

| 2019. november 14. 20:00 (UTC+7) |

| Vietnám              | 1–0               | Egyesült Arab Emírségek |
| -------------------- | ----------------- | ----------------------- |
| Nguyễn Tiến Linh 44' | (1–0) Jegyzőkönyv |                         |

| Mỹ Đình National Stadium, Hanoi Nézőszám: 37 879 Játékvezető: Iida Jumpei (japán) |

| 2019. november 19. 20:45 (UTC+8) |

| Malajzia       | 2–0               | Indonézia |
| -------------- | ----------------- | --------- |
| Safawi 30' 73' | (1–0) Jegyzőkönyv |           |

| Bukit Jalil National Stadium, Kuala Lumpur Nézőszám: 75 044 Játékvezető: Alirezá Fagáni (iráni) |

| 2019. november 19. 20:00 (UTC+7) |

| Vietnám | 0–0         | Thaiföld |
| ------- | ----------- | -------- |
|         | Jegyzőkönyv |          |

| Mỹ Đình National Stadium, Hanoi Nézőszám: 40 000 Játékvezető: Ahmed Al-Kaf (ománi) |

| 2021. június 3. 20:45 (UTC+4) |

| Thaiföld                | 2–2               | Indonézia           |
| ----------------------- | ----------------- | ------------------- |
| Narubadin 5' Adisak 50' | (1–1) Jegyzőkönyv | Agung 39' Dimas 60' |

| Al Maktoum Stadium, Dubaj (Egyesült Arab Emírségek) Nézőszám: 0 Játékvezető: Ammar Mahfoodh (bahreini) |

| 2021. június 3. 20:45 (UTC+4) |

| Egyesült Arab Emírségek           | 4–0               | Malajzia |
| --------------------------------- | ----------------- | -------- |
| Mabkhout 18' 90+1' Lima 83' 90+2' | (1–0) Jegyzőkönyv |          |

| Zabeel Stadium, Dubaj Nézőszám: 1127 Játékvezető: Kim Dae-yong (dél-koreai) |

| 2021. június 7. 20:45 (UTC+4) |

| Egyesült Arab Emírségek       | 3–1               | Thaiföld     |
| ----------------------------- | ----------------- | ------------ |
| Caio 14' Lima 33' Jumaa 90+4' | (2–0) Jegyzőkönyv | Suphanat 54' |

| Zabeel Stadium, Dubaj (Egyesült Arab Emírségek) Nézőszám: 980 Játékvezető: Ryuji Sato (japán) |

| 2021. június 7. 20:45 (UTC+4) |

| Vietnám                                                                           | 4–0               | Indonézia |
| --------------------------------------------------------------------------------- | ----------------- | --------- |
| Nguyễn Tiến Linh 51' Nguyễn Quang Hải 62' Nguyễn Công Phượng 67' Vũ Văn Thanh 74' | (0–0) Jegyzőkönyv |           |

| Al Maktoum Stadium, Dubaj (Egyesült Arab Emírségek) Nézőszám: 225 Játékvezető: Ahmed Al-Ali (jordán) |

| 2021. június 11. 20:45 (UTC+4) |

| Indonézia | 0–5               | Egyesült Arab Emírségek                                |
| --------- | ----------------- | ------------------------------------------------------ |
|           | (0–2) Jegyzőkönyv | Mabkhout 22' 49' (11-esből) Lima 28' 55' Tagliabúe 86' |

| Zabeel Stadium, Dubaj (Egyesült Arab Emírségek) Nézőszám: 963 Játékvezető: Mohammed Al-Hoish (szaúd-arábiai) |

| 2021. június 11. 20:45 (UTC+4) |

| Malajzia                 | 1–2               | Vietnám                                          |
| ------------------------ | ----------------- | ------------------------------------------------ |
| Guilherme 72' (11-esből) | (0–1) Jegyzőkönyv | Nguyễn Tiến Linh 27' Quế Ngọc Hải 82' (11-esből) |

| Al Maktoum Stadium, Dubaj (Egyesült Arab Emírségek) Nézőszám: 335 Játékvezető: Ryuji Sato (japán) |

| 2021. június 15. 20:45 (UTC+4) |

| Egyesült Arab Emírségek                         | 3–2               | Vietnám                                    |
| ----------------------------------------------- | ----------------- | ------------------------------------------ |
| Salmeen 32' Mabkhout 40' (11-esből) Khamees 50' | (2–0) Jegyzőkönyv | Nguyễn Tiến Linh 85' Trần Minh Vương 90+3' |

| Zabeel Stadium, Dubaj (Egyesült Arab Emírségek) Nézőszám: 1355 Játékvezető: Ali Sabah (iraki) |

| 2021. június 15. 20:45 (UTC+4) |

| Thaiföld | 0–1               | Malajzia              |
| -------- | ----------------- | --------------------- |
|          | (0–0) Jegyzőkönyv | Safawi 52' (11-esből) |

| Al Maktoum Stadium, Dubaj (Egyesült Arab Emírségek) Nézőszám: 142 Játékvezető: Mohammed Al-Hoish (szaúd-arábiai) |

### H csoport
| Hely. | Csapat        | M | Gy | D | V | G+ | G– | Gk  | P  | Továbbjutás                                              |  | Dél-Korea | Libanon | Türkmenisztán | Srí Lanka | Észak-Korea |
| ----- | ------------- | - | -- | - | - | -- | -- | --- | -- | -------------------------------------------------------- |  | --------- | ------- | ------------- | --------- | ----------- |
| 1.    | Dél-Korea     | 6 | 5  | 1 | 0 | 22 | 1  | +21 | 16 | Továbbjutott a 3. fordulóba és kijutott az Ázsia-kupára  |  | —         | 2–1     | 5–0           | 8–0       | 06.07.      |
| 2.    | Libanon       | 6 | 3  | 1 | 2 | 11 | 8  | +3  | 10 | Továbbjutott a 3. fordulóba és kijutott az Ázsia-kupára  |  | 0–0       | —       | 2–1           | 3–2       | 0–0         |
| 3.    | Türkmenisztán | 6 | 3  | 0 | 3 | 8  | 11 | −3  | 9  | Továbbjutott az Ázsia-kupa selejtezőjének 3. fordulójába |  | 0–2       | 3–2     | —             | 2–0       | 3–1         |
| 4.    | Srí Lanka     | 6 | 0  | 0 | 6 | 2  | 23 | −21 | 0  | Továbbjutott az Ázsia-kupa selejtezőjének 3. fordulójába |  | 0–5       | 0–3     | 0–2           | —         | 0–1         |
| 5.    | Észak-Korea   | 0 | 0  | 0 | 0 | 0  | 0  | 0   | 0  | Visszalépett                                             |  | 0–0       | 2–0     | 06.15.        | 06.03.    | —           |

1. ↑  2021. május 16-án visszalépett a selejtezőtől.

| 2019. szeptember 5. 17:30 (UTC+9) |

| Észak-Korea         | Érvénytelenített (2–0) | Libanon |
| ------------------- | ---------------------- | ------- |
| Csong Ilgvan 7' 56' | (1–0) Jegyzőkönyv      |         |

| Kim Il-sung Stadium, Phenjan Nézőszám: 40 000 Játékvezető: Sherzod Kasimov (üzbegisztáni) |

| 2019. szeptember 5. 19:30 (UTC+5:30) |

| Srí Lanka | 0–2               | Türkmenisztán             |
| --------- | ----------------- | ------------------------- |
|           | (0–1) Jegyzőkönyv | Orazsähedow 8' Amanow 53' |

| Colombo Racecourse, Colombo Nézőszám: 1120 Játékvezető: Mohammed Al-Hoish (szaúd-arábiai) |

| 2019. szeptember 10. 19:00 (UTC+5) |

| Türkmenisztán | 0–2               | Dél-Korea                         |
| ------------- | ----------------- | --------------------------------- |
|               | (0–1) Jegyzőkönyv | Na Sang-ho 13' Jung Woo-young 82' |

| Köpetdag Stadium, Aşgabat Nézőszám: 26 000 Játékvezető: Ammar Al-Jeneibi (Egyesült Arab Emírségekbeli) |

| 2019. szeptember 10. 19:30 (UTC+5:30) |

| Srí Lanka | Érvénytelenített (0–1) | Észak-Korea       |
| --------- | ---------------------- | ----------------- |
|           | (0–0) Jegyzőkönyv      | Jang Kuk-chol 67' |

| Colombo Racecourse, Colombo Nézőszám: 1258 Játékvezető: Timur Faizullin (kirgiz) |

| 2019. október 10. 20:00 (UTC+9) |

| Dél-Korea                                                                                         | 8–0               | Srí Lanka |
| ------------------------------------------------------------------------------------------------- | ----------------- | --------- |
| Szon Hungmin 10' 45+5' (11-esből) Kim Sinuk 17' 30' 54' 64' Hvang Hicshan 20' Kwon Chang-hoon 76' | (5–0) Jegyzőkönyv |           |

| Hwaseong Stadium, Hvaszong Nézőszám: 23 522 Játékvezető: Hasan Akrami (iráni) |

| 2019. október 10. 19:00 (UTC+3) |

| Libanon               | 2–1               | Türkmenisztán    |
| --------------------- | ----------------- | ---------------- |
| El-Helwe 5' Matar 64' | (1–0) Jegyzőkönyv | Annadurdyýew 62' |

| Camille Chamoun Sports City Stadium, Bejrút Nézőszám: 7820 Játékvezető: Takuto Okabe (japán) |

| 2019. október 15. 17:30 (UTC+9) |

| Észak-Korea | Érvénytelenített (0–0) | Dél-Korea |
| ----------- | ---------------------- | --------- |
|             | Jegyzőkönyv            |           |

| Kim Il-sung Stadium, Phenjan Nézőszám: 100 Játékvezető: Abdulramán al-Dzsasszím (katari) |

| 2019. október 15. 19:30 (UTC+5:30) |

| Srí Lanka | 0–3               | Libanon                                            |
| --------- | ----------------- | -------------------------------------------------- |
|           | (0–2) Jegyzőkönyv | Maatouk 15' (11-esből) El-Helwe 38' (11-esből) 81' |

| Colombo Racecourse, Colombo Nézőszám: 1052 Játékvezető: Ammar Mahfoodh (bahreini) |

| 2019. november 14. 16:00 (UTC+5) |

| Türkmenisztán                        | Érvénytelenített (3–1) | Észak-Korea          |
| ------------------------------------ | ---------------------- | -------------------- |
| Titow 23' Amanow 73' Orazsähedow 88' | (1–0) Jegyzőkönyv      | Han Kwang-song 90+3' |

| Köpetdag Stadium, Aşgabat Nézőszám: 26 500 Játékvezető: Sivakorn Pu-udom (thaiföldi) |

| 2019. november 14. 15:00 (UTC+2) |

| Libanon | 0–0         | Dél-Korea |
| ------- | ----------- | --------- |
|         | Jegyzőkönyv |           |

| Camille Chamoun Sports City Stadium, Bejrút Nézőszám: 170 Játékvezető: Mohanad Qasim (iraki) |

| 2019. november 19. 16:00 (UTC+5) |

| Türkmenisztán                | 2–0               | Srí Lanka |
| ---------------------------- | ----------------- | --------- |
| Bäşimow 44' Annadurdyýew 59' | (1–0) Jegyzőkönyv |           |

| Köpetdag Stadium, Aşgabat Nézőszám: 26 304 Játékvezető: Saoud Al-Adba (katari) |

| 2019. november 19. 19:00 (UTC+2) |

| Libanon | Érvénytelenített (0–0) | Észak-Korea |
| ------- | ---------------------- | ----------- |
|         | Jegyzőkönyv            |             |

| Camille Chamoun Sports City Stadium, Bejrút Nézőszám: 0 Játékvezető: Yaqoob Abdul Baki (ománi) |

| 2021. június 3. 15:00 (UTC+9) |

| Észak-Korea | Törölve     | Srí Lanka |
| ----------- | ----------- | --------- |
|             | Jegyzőkönyv |           |

| Kojang Stadion, Kojang (Dél-Korea) |

| 2021. június 5. 15:00 (UTC+9) |

| Libanon                  | 3–2               | Srí Lanka                 |
| ------------------------ | ----------------- | ------------------------- |
| Oumari 11' 44' Kdouh 17' | (3–1) Jegyzőkönyv | Razeek 10' 61' (11-esből) |

| Kojang Stadion, Kojang (Dél-Korea) Nézőszám: 73 Játékvezető: Ahmad Yacoub Ibrahim (jordán) |

| 2021. június 5. 20:00 (UTC+9) |

| Dél-Korea                                                                 | 5–0               | Türkmenisztán |
| ------------------------------------------------------------------------- | ----------------- | ------------- |
| Hwang Ui-jo 9' 72' Nam Tae-hee 45+2' Kim Jonggvon 56' Kwon Chang-hoon 62' | (2–0) Jegyzőkönyv |               |

| Kojang Stadion, Kojang (Dél-Korea) Nézőszám: 3932 Játékvezető: Turki Al-Khudhayr (szaúd-arábiai) |

| 2021. június 7. 20:00 (UTC+9) |

| Dél-Korea | Törölve     | Észak-Korea |
| --------- | ----------- | ----------- |
|           | Jegyzőkönyv |             |

| Kojang Stadion, Kojang |

| 2021. június 9. 15:00 (UTC+9) |

| Türkmenisztán                                    | 3–2               | Libanon            |
| ------------------------------------------------ | ----------------- | ------------------ |
| Babajanow 59' Annagulyýew 85' Annadurdyýew 90+1' | (0–0) Jegyzőkönyv | Ataya 73' Saad 75' |

| Kojang Stadion, Kojang (Dél-Korea) Nézőszám: 52 Játékvezető: Hanna Hattab (szíriai) |

| 2021. június 9. 20:00 (UTC+9) |

| Srí Lanka | 0–5               | Dél-Korea                                                                            |
| --------- | ----------------- | ------------------------------------------------------------------------------------ |
|           | (0–3) Jegyzőkönyv | Kim Sinuk 14' 42' (11-esből) Lee Dong-gyeong 22' Hvang Hicshan 53' Jung Sang-bin 77' |

| Kojang Stadion, Kojang (Dél-Korea) Nézőszám: 4008 Játékvezető: Shen Yinhao (kínai) |

| 2021. június 13. 15:00 (UTC+9) |

| Dél-Korea                                    | 2–1               | Libanon  |
| -------------------------------------------- | ----------------- | -------- |
| Song Min-kyu 50' Szon Hungmin 65' (11-esből) | (0–1) Jegyzőkönyv | Saad 12' |

| Kojang Stadion, Kojang Nézőszám: 4061 Játékvezető: Khamis Al-Marri (katari) |

| 2021. június 15. 15:00 (UTC+9) |

| Észak-Korea | Törölve     | Türkmenisztán |
| ----------- | ----------- | ------------- |
|             | Jegyzőkönyv |               |

| Kojang Stadion, Kojang (Dél-Korea) |

### A második helyezett csapatok rangsorolása
A H csoportban csak négy csapat volt, szemben az összes többi csoport öt csapatával, miután Észak-Korea visszalépett. Ezért az ötödik helyezett csapattal szembeni eredményeket nem vették figyelembe a második helyezett csapatok rangsorának meghatározásakor.
| Hely. | Csapat        | M | Gy | D | V | G+ | G– | Gk  | P  | Továbbjutás                                              |
| ----- | ------------- | - | -- | - | - | -- | -- | --- | -- | -------------------------------------------------------- |
| 1.    | Kína          | 6 | 4  | 1 | 1 | 16 | 3  | +13 | 13 | Továbbjutott a 3. fordulóba                              |
| 2.    | Omán          | 6 | 4  | 0 | 2 | 9  | 5  | +4  | 12 | Továbbjutott a 3. fordulóba és kijutott az Ázsia-kupára  |
| 3.    | Irak          | 6 | 3  | 2 | 1 | 6  | 3  | +3  | 11 | Továbbjutott a 3. fordulóba és kijutott az Ázsia-kupára  |
| 4.    | Vietnám       | 6 | 3  | 2 | 1 | 6  | 4  | +2  | 11 | Továbbjutott a 3. fordulóba és kijutott az Ázsia-kupára  |
| 5.    | Libanon       | 6 | 3  | 1 | 2 | 11 | 8  | +3  | 10 | Továbbjutott a 3. fordulóba és kijutott az Ázsia-kupára  |
| 6.    | Tádzsikisztán | 6 | 3  | 1 | 2 | 7  | 8  | −1  | 10 | Továbbjutott az Ázsia-kupa selejtezőjének 3. fordulójába |
| 7.    | Üzbegisztán   | 6 | 3  | 0 | 3 | 12 | 9  | +3  | 9  | Továbbjutott az Ázsia-kupa selejtezőjének 3. fordulójába |
| 8.    | Kuvait        | 6 | 2  | 2 | 2 | 8  | 6  | +2  | 8  | Továbbjutott az Ázsia-kupa selejtezőjének 3. fordulójába |

1. ↑  Kína rendezőként a 2023-as Ázsia-kupa résztvevője

### Az ötödik helyezett csapatok rangsorolása
| Hely. | Cs | Csapat    | M | Gy | D | V | G+ | G– | Gk  | P | Továbbjutás                                              |
| ----- | -- | --------- | - | -- | - | - | -- | -- | --- | - | -------------------------------------------------------- |
| 1.    | F  | Mianmar   | 8 | 2  | 0 | 6 | 6  | 35 | −29 | 6 | Továbbjutott az Ázsia-kupa selejtezőjének 3. fordulójába |
| 2.    | D  | Jemen     | 8 | 1  | 2 | 5 | 6  | 18 | −12 | 5 | Továbbjutott az Ázsia-kupa selejtezőjének 3. fordulójába |
| 3.    | E  | Banglades | 8 | 0  | 2 | 6 | 3  | 19 | −16 | 2 | Továbbjutott az Ázsia-kupa selejtezőjének 3. fordulójába |
| 4.    | G  | Indonézia | 8 | 0  | 1 | 7 | 5  | 27 | −22 | 1 | Továbbjutott az Ázsia-kupa selejtezőjének rájátszásába   |
| 5.    | C  | Kambodzsa | 8 | 0  | 1 | 7 | 2  | 44 | −42 | 1 | Továbbjutott az Ázsia-kupa selejtezőjének rájátszásába   |
| 6.    | B  | Tajvan    | 8 | 0  | 0 | 8 | 4  | 34 | −30 | 0 | Továbbjutott az Ázsia-kupa selejtezőjének rájátszásába   |
| 7.    | A  | Guam      | 8 | 0  | 0 | 8 | 2  | 32 | −30 | 0 | Továbbjutott az Ázsia-kupa selejtezőjének rájátszásába   |